# صرفيت (المهرة)
صرفيت هي إحدى قرى عزلة جاذب بمديرية حوف التابعة لمحافظة المهرة، بلغ تعداد سكانها 18 نسمة حسب تعداد اليمن لعام 2004.